# Chip Robinson
Chip Robinson (Philadelphia, Pennsylvania, 29 maart 1954) is een Amerikaans voormalig autocoureur. In 1987 won hij de 24 uur van Daytona, en in 1989 won hij de 12 uur van Sebring.

## Carrière
In 1983 en 1984 reed Robinson in de Amerikaanse Formule Vee. In zijn eerste seizoen behaalde hij vijf podiumplaatsen en eindigde hij als vierde, terwijl hij in zijn tweede seizoen drie races won en achter Arie Luyendyk tweede werd in de eindstand. In de rest van zijn autosportcarrière nam hij vooral deel aan langeafstandsraces. In 1985 debuteerde hij in de GTP-klasse van de IMSA GT, waarin hij met zes podiumfinishes vijfde werd. Tevens maakte hij dat jaar zijn debuut in de 24 uur van Le Mans, waarin hij samen met Bob Tullius en Claude Ballot-Léna voor het team Jaguar Group 44 reed. Hij behaalde de zege in de GTP-klasse en eindigde als dertiende in de algehele race. In de rest van zijn carrière reed hij nog drie keer in Le Mans, maar wist hij geen enkele keer meer de finish te halen.
In 1986 won Robinson zijn eerste race in de GTP-klasse van de IMSA GT en werd hij opnieuw vijfde in de eindstand. In 1987 won hij de 24 uur van Daytona, een zege die hij deelde met Al Holbert, Derek Bell en Al Unser jr. Dat jaar werd hij ook kampioen in zijn klasse in de IMSA GT. In 1986 en 1987 startte hij in vijf Champ Car-races voor de teams Dick Simon Racing en Machinists Union Racing, waarin een zesde plaats op het Stratencircuit Long Beach in 1987 zijn beste race-uitslag was.
In 1988 werd Robinson negende in de International Race of Champions en achtste in de IMSA GT. In 1989 won hij de 12 uur van Sebring samen met Luyendyk en Geoff Brabham. In de IMSA GTP behaalde hij in totaal zeven zeges, maar werd hij in de eindstand tweede achter Brabham. In 1990 behaalde hij een overwinning en werd hij achter Brabham wederom tweede in het klassement. In 1991 won hij twee races en werd hij voor de derde achtereenvolgende keer tweede achter Brabham. 1992 was zijn laatste seizoen in het kampioenschap, die hij met drie podiumfinishes als negende afsloot.
Na zijn carrière als coureur werd Robinson wedstrijdleider bij kampioenschappen als de Formule Atlantic, de Formule 2000, de Formule 1600 en het Amerikaanse Formule 4-kampioenschap.